# Sa'ir
Sa'ir, en arabe : سعير,  est une ville du gouvernorat de Hébron en Palestine, située à 8 km au nord-est de Hébron, au sud-ouest de la Cisjordanie.
Selon le recensement du bureau central palestinien des statistiques, la localité compte une population de 20 722 habitants en 2017.